# Ramón Cabrera y Griñó

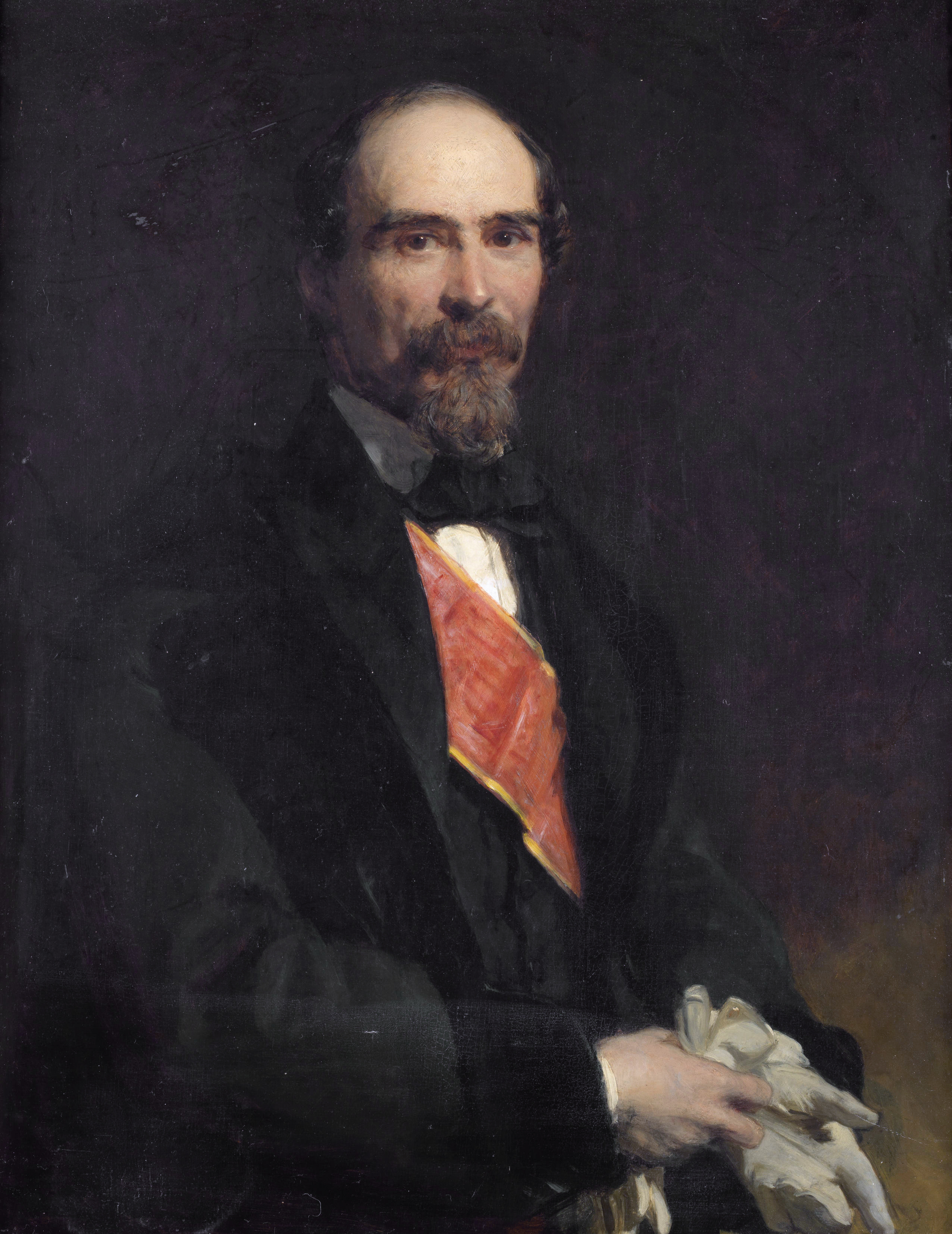
Ramón Cabrera y Griñó.

Ramon Cabrera y Griñó (ur. 27 grudnia 1806 w Tortosie, zm. 24 maja 1877 w Londynie) – hiszpański generał, działacz ruchu karlistów, który prowadził walkę z liberalnymi stronnikami królowej Izabeli II.

## Życiorys
Posiadał tytuł Conde de Morella. Dowodził siłami karlistowskimi, które popierały roszczenia do tronu Don Carlosa przeciwko Izabeli II. W 1838 odnosił dzięki nim wiele zwycięstw, lecz w 1840 jego 10 000 żołnierzy musiało wycofać się do Francji. Przez wiele lat Cabrera przebywał na wygnaniu we Francji oraz w Wielkiej Brytanii, ale w 1846 reemigrował, by do 1849 dowodzić jeszcze raz karlistami. W 1860 wziął ślub z Angielką Marriane Catherine Richards, po czym osiadł w Wielkiej Brytanii. Równocześnie przeszedł w swoich radykalnych poglądach do znacznie bardziej umiarkowanych przekonań, przez co ściągnął na siebie niełaskę ekstremistycznego skrzydła karlistowskiego. Uznany przezeń za zdrajcę Cabrera został w 1870 wyrzucony z ruchu karlistów, które to rozstanie Cabrera zamanifestował w 1875 uznaniem praw do tronu Alfonsa XIII.